# トーゴの国旗
トーゴの国旗（トーゴのこっき Flag of Togo）は、1960年4月27日の独立時に制定された。
カントン部は赤地に白い星、その他は5本の水平の縞で緑・黄が交互となっている。この5本の縞はトーゴを構成する5つの州を表している。汎アフリカ色の三色が使用されているが、デザインそのものはリベリアに似ている。
縦横比が黄金比であるという珍しい特徴を持っている。

?1957年–1958年（フランス信託統治時代の旗）
?1958年–1960年（フランス信託統治時代の旗）
?現在の国旗（縦横比2:3の別タイプ）